# Ioannis Tsamis
Ioannis Tsamis –en griego, Ιωάννης Τσάμης– (15 de abril de 1986) es un deportista griego que compitió en remo. Ganó dos medallas de oro en el Campeonato Europeo de Remo, en los años 2007 y 2009.

## Palmarés internacional
| Campeonato Europeo | Campeonato Europeo  | Campeonato Europeo | Campeonato Europeo |
| Año                | Lugar               | Medalla            | Prueba             |
| ------------------ | ------------------- | ------------------ | ------------------ |
| 2007               | Poznań (Polonia)    | Medalla de oro     | Doble scull        |
| 2009               | Brest (Bielorrusia) | Medalla de oro     | Cuatro sin timonel |